# Shooting Star (伊藤かな恵の曲)
「Shooting Star」（シューティング・スター）は、伊藤かな恵の楽曲。渡辺拓也が作詞、作曲を手掛けた。伊藤の12枚目のシングルとして2014年11月5日にLantisから発売された。

## 背景
本曲は、伊藤のアーティストデビュー5周年プロジェクトの第5弾シングルとして制作された。このプロジェクトのみ、カップリング2曲を含めた3曲収録になっている。

## シングル収録内容
1. Shooting Star
作詞・作曲・編曲：渡辺拓也
2. きみからはじまる
作詞：伊藤かな恵　作曲・編曲：渡辺拓也
3. オレンジ色
作詞・作曲：アツミサオリ　編曲：菊池達也
4. Shooting Star (Off Vocal)
5. きみからはじまる (Off Vocal)
6. オレンジ色 (Off Vocal)